# Крукед-Крик (Аляска)
Крукед-Крик (англ. Crooked Creek, центр. юпик Tevyaraq) — статистически обособленная местность, которая находится в зоне переписи Бетел, штат Аляска, Соединённые Штаты Америки. На переписи 2010 года население составляло 105 человек.

## География
По данным Бюро переписи населения США, CDP имеет общую площадь 107,4 квадратных миль (278,1 км²), из которых 99,8 квадратных миль (258,5 км²) являются землёй и 7,6 квадратных миль (19,6 км²), или 7,05 %, является водой.

## Демография
Крукед-Крик появился на переписи населения в 1940 году как некорпоративная деревня. В 1980 году он был назначен местом переписи (CDP).
По данным переписи 2000 года в CDP насчитывалось 137 человек, 38 домашних хозяйств и 31 семья. Плотность населения составляла 1,4 человека на квадратную милю (0,5 / км ²). Было 46 единиц жилья при средней плотности 0,5 / кв. Миль (0,2 / км2). Расовый состав CDP составлял 6,57 % белых, 90,51 % коренных американцев и 2,92 % от двух или более рас.
Было 38 домашних хозяйств из которых 57,9 % имели детей в возрасте до 18 лет, проживающих с ними, 39,5 % были женатыми парами, живущими вместе, у 31,6 % были матери-одиночки, а 18,4 % не имели семьи. 18,4 % всех домохозяйств состоят из отдельных лиц и 5,3 % из них одинокие люди в возрасте 65 лет и старше. Средний размер домохозяйства 3,61, а средний размер семьи — 4,00.
В CDP население было распространено на следующие возрастные категории: с 41,6 % в возрасте до 18 лет, 8,8 % с 18 до 24, 32,1 % с 25 до 44, 13,1 % с 45 до 64 и 4,4 % в возрасте 65 лет и старше , Медианный возраст составлял 25 лет. На каждые 100 женщин приходилось 114,1 мужчин. На каждые 100 женщин в возрасте 18 лет и старше приходилось 116,2 мужчин.
Средний доход для домашнего хозяйства в CDP составлял 17 500 долларов США, а средний доход для семьи составлял 23 125 долларов США. У мужчин средний доход составил 13 750 долларов, в то время как у женщин средний доход составил 21 250 долларов США. Доход на душу населения для CDP составлял 6 495 долл. США. Было 25,0 % семей и 28,1 % населения, живущего за чертой бедности, в том числе 23,0 % из них в возрасте до восьми лет и 20,0 % из них старше 64 лет.